# Saison 2012-2013 du Football féminin Yzeure Allier Auvergne
Maillots
Dernière mise à jour : 30 mars 2013.
Chronologie
Saison précédente Saison suivante
La saison 2012-2013 du Football féminin Yzeure Allier Auvergne est la sixième saison consécutive du club auvergnat en première division du championnat de France depuis 2008.
Patrice Degironde est à la tête du staff yzeuriens lors de cette nouvelle saison qui fait suite à une saison en première division où le club s'est maintenu dans le ventre mou du classement. Ainsi, les objectifs pour cette saison sont modestes, les dirigeants souhaitant obtenir le maintien le plus rapidement possible.
Le FF Yzeure va également évoluer au cours de la saison en Coupe de France.

## Avant saison

### Transferts
En ce début de saison dans l'élite, le club cherche à se renforcer et enrôle quatre nouvelles joueuses, Eva Sumo de l'ASJ Soyaux, Lalia Dali du Montpellier HSC, Gwendoline Rossi du FCF Hénin-Beaumont et Elisabeth Stout de la Western Kentucky University. Lors de la trêve hivernale, le club auvergnat se renforce en enrôlant Déborah Taghavi en provenance de l'AS Saint-Etienne et Tatiana Solanet en provenance de l'Olympique lyonnais.
Le club fait également face à plusieurs départs, puisque Thaís Helena Da Silva rentre au Brésil, Tatiana Solanet part rejoindre la réserve de l'Olympique lyonnais, Anne Sirot part à l'Aulnat Sportif, Elodie Lizzano à AS Muretaine, Anaïs Ribeyra à l'AS Saint-Étienne et Claire Guillard pour l'ÉSOFV La Roche-sur-Yon .

### Préparation d'avant-saison
Avant son premier match officiel de championnat prévu le 9 septembre, le FF Yzeure a programmé trois matchs amicaux face Dijon FCO, au FF Issy et au Montpellier HSC, ainsi que de participer au tournoi de Claix l'opposant aux meilleurs clubs de la région Rhône-Alpes.

## Compétitions

### Championnat

#### Phase aller - Journée 1 à 11
La saison 2012-2013 de Division 1 est la trente-neuvième édition du championnat de France de football féminin. La division oppose douze clubs en une série de vingt-deux rencontres. Les meilleurs de ce championnat se qualifient pour la Ligue des Champions (les deux premiers). Le FF Yzeure participe à cette compétition pour la sixième fois de son histoire.
La compétition débute pour le FF Yzeure, le dimanche 9 septembre 2012 à 15 h, par un match face au Toulouse FC. Les Auvergnates pour leur premier match de la saison, réalise une belle prestation face à des Toulousaines de retour dans l'élite, s'imposant sur le score de trois buts à un, grâce notamment à deux passes décisives de Julie Berger. Lors de la deuxième journée, les filles de Patrice Degironde se font écraser par les tenantes du titre lyonnaises sur le score de huit buts à zéro, mais se ressaisissent rapidement en allant chercher une victoire important au FC Vendenheim grâce notamment à un quadruplé de Laura Bouillot. Lors de la quatrième journée, les Auvergnates réalisent un petit exploit en battant le FCF Juvisy sur le score d'un but à zéro, grâce à une réalisation de Cynthia Gueheo-Djetou.
Après leur exploit de la journée précédente, les filles de Patrice Degironde accusent le coup face à l'EA Guingamp et s'inclinent en Bretagne sur le score de deux buts à zéro. Les Auvergnates enchaînent les contre-performances en étant tenu en échec par les joueuses de l'AS Saint-Étienne sur le score de zéro à zéro, puis en s'inclinant face au Montpellier HSC sur la plus petite des marges, un but à zéro.
Lors de la huitième journée, les Auvergnates continuent leur lente descente au classement en cédant face au Paris SG sur le score de trois buts à zéro, avant de s'incliner chez le promu, l'Arras FCF sur le score de quatre buts à un, puis de faire un match nul à domicile face à un autre promu, le FF Issy, un but partout. L'ultime match de la phase aller du club auvergnat se conclut par une victoire face au Rodez AF, sur le score de quatre buts à deux.

#### Phase retour - Journée 12 à 22
Pour son premier match retour et le dernier avant la trêve hivernale, les Auvergnates s'inclinent sur le terrain de l'Olympique lyonnais sur le score de trois buts à zéro. La reprise du championnat s'effectue le 6 janvier, et les joueuses de Patrice Degironde  entament cette année 2013 de la meilleure des façons grâce à une triplé de Laura Bouillot face au FC Vendenheim. Le match de la 14e journée qui devait les opposer au FCF Juvisy est reporté à une date ultérieure du fait des conditions climatiques sur la région parisienne. Après une qualification facile en Coupe de France, les Auvergnates enchaînent en s'imposant sur le score de trois buts à un face à l'EA Guingamp, grâce notamment à un but de l'incontournable Laura Bouillot. Alors que son match du 23 février face à l'AS Saint-Étienne est reporté pour des raisons climatiques, le club auvergnat s'incline sèchement face au FCF Juvisy en match en retard de la 14e journée, ne rééditant pas l'exploit du match aller.

### Coupe de France
La coupe de France 2012-2013 est la 12e édition de la coupe de France, une compétition à élimination directe mettant aux prises les clubs de football à travers la France métropolitaine et les DOM-TOM. Elle est organisée par la FFF et ses ligues régionales.
Marinette Pichon effectue un tirage abordable pour les Auvergnates qui joueront à l'extérieur, face au Montpellier ASPTT, qui évolue en Division d'Honneur. Malgré la vaillance des Héraultaises, la hiérarchie est respectée et le FFY s'impose sur le score de trois buts à un. Lors du tour suivant, les Auvergnates affrontent l'ESTC Poitiers qui évolue en seconde division et s'impose facilement quatre buts à zéro avec un doublé de l'incontournable Laura Bouillot.

### Matchs officiels de la saison
Le tableau ci-dessous retrace les rencontres officielles jouées par le FF Yzeure durant la saison. Les buteurs sont accompagnés d'une indication sur la minute de jeu où est marqué le but et, pour certaines réalisations, sur sa nature (penalty ou contre son camp).
| Compétition     | Débute au tour | Place ou tour final | Matches joués | Gagnés | Nuls | Perdus | Buts pour | Buts contre | Différence |
| Division 1      | -              | -                   | 17            | 6      | 2    | 9      | 20        | 37          | -17        |
| Coupe de France | 1/32 de finale | -                   | 2             | 2      | 0    | 0      | 7         | 1           | +6         |
| Total           | -              | -                   | 19            | 8      | 2    | 9      | 27        | 38          | -11        |

## Joueurs et encadrement technique

### Encadrement technique
Lors de cette saison, l'équipe est dirigée par Patrice Degironde qui s'appuie sur son expérience des saisons précédentes pour mener au mieux son équipe vers le maintien.

### Statistiques individuelles
| \| Stout Gonssollin Gorce Trevisan Pognat Berger Chalabi Dali Bouillot Dolo Gueheo-Djetou \| Équipe type de la saison. · D'après les temps de jeu à leur poste. |
| Stout Gonssollin Gorce Trevisan Pognat Berger Chalabi Dali Bouillot Dolo Gueheo-Djetou                                                                          |

| Joueuse               | Total |
| Laura Bouillot        | 14    |
| Cynthia Gueheo-Djetou | 4     |
| Emilie Gonssollin     | 2     |
| Faustine Roux         | 2     |
| Alexia Trevisan       | 1     |
| Elise Kissane         | 1     |
| Eva Sumo              | 1     |
| Stéphanie Maître      | 1     |
| Tatiana Solanet       | 1     |

| Joueuse        | Total |
| Julie Berger0  | 4     |
| Caroline Dolo  | 2     |
| Eva Sumo       | 2     |
| Océane Troncin | 1     |
| Sarah Chalabi  | 1     |

## Affluence et télévision

### Affluence
Affluence du FFY à domicile

### Retransmission télévisée
Profitant de la médiatisation de la Coupe du monde, la FFF avait lancé le lundi 11 juillet 2012 l’appel d’offre pour les droits TV du championnat de France. Ces derniers ont été remportés par France Télévision en duo avec la chaine Eurosport pour un contrat s'élevant à 110 000 euros.

## Équipe réserve et équipes de jeunes
La réserve yzeurienne évolue en Division d’Honneur d'Auvergne, soit deux divisions en dessous de l’équipe première.
Le club auvergnat possède également une équipe des moins de 19 ans qui participe au Challenge National Féminin U19.